# Atomic Fire Records
Atomic Fire Records fue una discográfica de música situada en Donzdorf, Alemania. Se centra en el género heavy metal, firmando con bandas como U.D.O., Lordi y Helloween. En enero de 2024 fue absorbida por Reigning Phoenix Music.

## Artistas actuales y antiguos

### 0-9
- 8 Kalacas

### A
- Agnostic Front
- Amorphis
- At the Movies
- Athena

### B
- Bloodywood

### C
- Claus Lessmann
- CoreLeoni

### E
- Eleine
- Epica

### G
- God Dethroned

### H
- Heart Attack
- Helloween

### I
- Incite
- Induction

### L
- Lacrimosa
- Lordi

### M
- Meshuggah
- Michael Schenker Group
- Mystic Circle

### O
- Oblivion Protocol
- Opeth
- Out of This World

### P
- Power Paladin
- Primal Fear

### R
- Rage Behind
- Riot V
- Rise of the Northstar

### S
- Seventh Storm
- Siena Root
- Sinner
- Skull Fist
- Sonata Arctica
- Suasion

### T
- The 69 Eyes
- Theocracy

### U
- U.D.O.

### W
- White Stones

### Z
- Zeke Sky